# وايت ستون (فرجينيا)
وايت ستون (بالإنجليزية: White Stone town, Virginia)‏ هي بلدة تقع بولاية فرجينيا في الولايات المتحدة. تبلغ مساحتها 2.54 كم2، وترتفع عن سطح البحر 14.9352 م، بلغ عدد سكانها 352 نسمة في عام 2010 حسب إحصاء مكتب تعداد الولايات المتحدة وتصل الكثافة السكانية فيها 138.6 نسمة لكل كيلومتر مربع (359.0/ميل2).

## التركيبة السكانية
حدّد مكتب تعداد الولايات المتحدة بيانات التركيبة السكانية لوايت ستون في تعداد الولايات المتحدة. في ما يلي، التركيبة السكانية حسب تعدادي 2000 و2010.

### تعداد عام 2000
بلغ عدد سكان وايت ستون 358 نسمة بحسب تعداد عام 2000، وبلغ عدد الأسر 163 أسرة وعدد العائلات 101 عائلة مقيمة في البلدة. في حين سجلت الكثافة السكانية 140.9 نسمة لكل كيلومتر مربع (364.9/ميل2). وبلغ عدد الوحدات السكنية 187 وحدة بمتوسط كثافة قدره 73.6 لكل كيلومتر مربع (190.6/ميل2).
وتوزع التركيب العرقي للبلدة بنسبة 86.31% من البيض و10.34% من الأمريكيين الأفارقة و2.23% من الأمريكيين ذوي الأصول الآسيوية و0.28% من الأعراق الأخرى و0.84% من عرقين مختلطين أو أكثر و0.84% من الهسبانيون أو اللاتينيون من أي عرق.
بلغ عدد الأسر 163 أسرة كانت نسبة 29.4% منها لديها أطفال تحت سن الثامنة عشر تعيش معهم، وبلغت نسبة الأزواج القاطنين مع بعضهم البعض 52.1% من أصل المجموع الكلي للأسر، ونسبة 8% من الأسر كان لديها معيلات من الإناث دون وجود شريك، بينما كانت نسبة 1.8% من الأسر لديها معيلون من الذكور دون وجود شريكة وكانت نسبة 38% من غير العائلات. تألفت نسبة 32.5% من أصل جميع الأسر من عدة أفراد يعيشون في نفس المنزل ونسبة 22.1% كانت تتألف من شخص يعيش بمفرده يبلغ من العمر 65 عاماً أو أكثر. وبلغ متوسط حجم الأسرة المعيشية 2.20، أما متوسط حجم العائلات فبلغ 2.73.
بلغ العمر الوسطي للسكان 42.5 عاماً. وكانت نسبة 19.8% من القاطنين تحت سن الثامنة عشر، وكانت نسبة 7% بين الثامنة عشر والرابعة والعشرين عاماً، ونسبة 25.4% كانت واقعةً في الفئة العمرية ما بين الخامسة والعشرين والرابعة والأربعين عاماً، ونسبة 26% كانت ما بين الخامسة والأربعين والرابعة والستين، ونسبة 21.8% كانت ضمن فئة الخامسة والستين عاماً فما فوق. يوجد لكل 100 أنثى 88.4 ذكر، ويوجد لكل 100 أنثى في الثامنة عشر من عمرها فما فوق 82.8 ذكر.
بلغ متوسط دخل الأسرة في البلدة 28,125 دولارًا، أما متوسط دخل العائلة فبلغ 31,875 دولارًا. وكان متوسط دخل الذكور 31,500 دولارًا مقابل 22,000 دولارًا للإناث. وسجل دخل الفرد الخاص بالبلدة 17,835 دولارًا. وكانت نسبة 6.7% من العائلات ونسبة 13.9% من السكان تحت خط الفقر، وكان من هؤلاء نسبة 25.6% تحت سن الثامنة عشر ونسبة 20.3% في الخامسة والستين من العمر وما فوق.

### تعداد عام 2010
بلغ عدد سكان وايت ستون 352 نسمة بحسب تعداد عام 2010، وبلغ عدد الأسر 159 أسرة وعدد العائلات 93 عائلة مقيمة في البلدة. في حين سجلت الكثافة السكانية 138.6 نسمة لكل كيلومتر مربع (359.0/ميل2). وبلغ عدد الوحدات السكنية 183 وحدة بمتوسط كثافة قدره 72 لكل كيلومتر مربع (186.5/ميل2).
وتوزع التركيب العرقي للبلدة بنسبة 85.80% من البيض و10.23% من الأمريكيين الأفارقة و0.28% من الأمريكيين الأصليين و2.27% من الأمريكيين ذوي الأصول الآسيوية و0.28% من الأعراق الأخرى و1.14% من عرقين مختلطين أو أكثر و1.42% من الهسبانيون أو اللاتينيون من أي عرق.
بلغ عدد الأسر 159 أسرة كانت نسبة 23.3% منها لديها أطفال تحت سن الثامنة عشر تعيش معهم، وبلغت نسبة الأزواج القاطنين مع بعضهم البعض 37.1% من أصل المجموع الكلي للأسر، ونسبة 15.7% من الأسر كان لديها معيلات من الإناث دون وجود شريك، بينما كانت نسبة 5.7% من الأسر لديها معيلون من الذكور دون وجود شريكة وكانت نسبة 41.5% من غير العائلات. تألفت نسبة 36.5% من أصل جميع الأسر من عدة أفراد يعيشون في نفس المنزل ونسبة 13.2% كانت تتألف من شخص يعيش بمفرده يبلغ من العمر 65 عاماً أو أكثر. وبلغ متوسط حجم الأسرة المعيشية 2.21، أما متوسط حجم العائلات فبلغ 2.77.
بلغ العمر الوسطي للسكان 46.3 عاماً. وكانت نسبة 18.5% من القاطنين تحت سن الثامنة عشر، وكانت نسبة 8.5% بين الثامنة عشر والرابعة والعشرين عاماً، ونسبة 21.3% كانت واقعةً في الفئة العمرية ما بين الخامسة والعشرين والرابعة والأربعين عاماً، ونسبة 32.7% كانت ما بين الخامسة والأربعين والرابعة والستين، ونسبة 19% كانت ضمن فئة الخامسة والستين عاماً فما فوق. وتوزع التركيب الجنسي للسكان بنسبة 47.7% ذكور و52.3% إناث.